# Luc Crépy

Wappen als Bischof von Le Puy-en-Velay

Lucien Jacques Marie Joseph Crépy CIM (* 12. Mai 1958 in Lille) ist ein französischer Geistlicher und römisch-katholischer Bischof von Versailles.

## Leben
Luc Crépy studierte zunächst Biologie und wurde in diesem Fach promoviert. Er trat der Ordensgemeinschaft der Eudisten bei und legte am 10. Dezember 1988 die ewige Profess ab. Seine theologische Ausbildung schloss er am Institut Catholique de Paris mit dem Lizenziat in Moraltheologie ab und empfing am 21. Mai 1989 die Priesterweihe.
Von 1989 bis 1995 war er im Bistum Évry-Corbeil-Essonnes in der Seelsorge tätig. Anschließend war er bis 2001 Regens des interdiözesanen Priesterseminars in Orléans. Von 2001 bis 2007 war er Provinzial der Eudisten für Frankreich und Afrika und gleichzeitig Präsident der Konferenz der höheren Ordensoberen Frankreichs. Von 2006 bis 2008 war er außerdem päpstlicher Kommissar für die Ordensprovinz der Gesellschaft der Töchter vom Herzen Mariä in Frankreich und der Schweiz. Von 2007 bis 2012 war er erneut Regens des Seminars in Orléans und anschließend als Generalprokurator in der Leitung seines Ordens in Rom tätig.
Papst Franziskus ernannte ihn am 12. Februar 2015 zum Bischof von Le Puy-en-Velay. Die Bischofsweihe spendete ihm der Erzbischof von Clermont, Hippolyte Simon, am 12. April desselben Jahres. Mitkonsekratoren waren der Bischof von Évry-Corbeil-Essonnes, Michel Dubost CIM, und der Bischof von Limoges, François Kalist.
Am 6. Februar 2021 ernannte ihn Papst Franziskus zum Bischof von Versailles. Die Amtseinführung fand am 11. April desselben Jahres statt.